# Beauchampia crucigera
Beauchampia crucigera is een raderdiertjessoort uit de familie Flosculariidae. De wetenschappelijke naam van deze soort is voor het eerst geldig gepubliceerd in 1812 door Dutrochet.